# Predikanten (film)
Predikanten är en svensk TV-film i två delar från 2007 som visades i SVT. Den är baserad på Camilla Läckbergs deckare Predikanten. 

## Rollista (i urval)
- Elisabet Carlsson - Erica Falck
- Niklas Hjulström - Patrik Hedström
- Göran Ragnerstam - Bertil Mellberg
- Jonas Karlström - Martin Molin
- Lotta Karlge - Annika Jansson
- Christer Fjellström - Gösta Flygare
- Ingvar Haggren - Ernst Lundgren
- Stefan Gödicke - Dan Karlsson
- Loa Falkman - Ephraim Hult
- Marika Lagercrantz - Laine Hult
- Lennart Hjulström - Gabriel Hult
- Carl-Einar Häckner - Johannes Hult
- Per Lasson - Jakob Hult
- Ida Linnertorp - Linda Hult
- Karl Linnertorp - Kennedy
- Britta Andersson - Solveig Hult
- Tobias Hjelm - Robert Hult
- Peter Nyström - Johan Hult
- Malin Morgan - Anna Maxwell
- Johan Wikström - Conny
- Josefin Neldén - Liese Forster